# 拉納·達古巴提
拉曼纳杜·達古巴提（英語：Ramanaidu Daggubati，1984年12月14日—），印度男演員，主要演出泰卢固语、泰卢固语及宝莱坞電影。
達古巴提至今最成功及最為人所知的電影是史诗历史片《帝國戰神：巴霍巴利王》（2015）及《巴霍巴利王：磅礴終章》（2017），飾演帕拉提婆國王。

## 外部連結
- 拉納·達古巴提在互联网电影资料库（IMDb）上的資料（英文）